# 오가와마치역 (사이타마현)
오가와마치역(일본어: 小川町駅, おがわまちえき)은 일본 사이타마현 히키군 오가와정에 있는 도부 철도 도조 본선과 동일본 여객철도(JR동일본) 하치코 선이 환승하는 역이다.
이 역은 도부 철도 관할이며, 개찰구는 도부철도와 동일본 여객철도가 같이 쓴다.

## 타는 곳
| 1 | ■도조 선   | 요리이 방면                        |
| 2 | ■도조 선   | 가와고에・와코 시・이케부쿠로 방면 |
| 3 | ■도조 선   | 요리이 방면                        |
| 4 | ■도조 선   | 가와고에・와코 시・이케부쿠로 방면 |
| 7 | ■하치코 선 | 요리이・다카사키 방면              |
| 8 | ■하치코 선 | 오고세・고마카와・（하치오지）방면 |

## 인접역
| 도부 철도 ■ 도조 본선            | 도부 철도 ■ 도조 본선                                  | 도부 철도 ■ 도조 본선           |
| -------------------------------- | ------------------------------------------------------ | ------------------------------- |
| TJ 32 무사시란잔 이케부쿠로 방면 | ■ TJ 라이너 ■쾌속 급행 ■ 급행 ■통근 급행 ■ 준급 ■ 보통 | 시·종착역                       |
| 시·종착역                        | 오가와마치 <--> 요리이 간 열차                         | 도부 다케자와 TJ 34 요리이 방면 |
| 동일본 여객철도 ■ 하치코 선      |                                                        |                                 |
| 묘카쿠 고마가와 방면             | 보통 열차                                              | 다케자와 다카사키 방면          |